# Jean De Bie
Jean (Jan) De Bie (ur. 9 maja 1892 w Uccle, zm. 30 kwietnia 1961 w Brukseli) – belgijski piłkarz grający na pozycji bramkarza.
Całą, dość późno rozpoczętą karierę klubową, Jean De Bie spędził w jednej ekipie – Racing Club de Bruxelles, w której grał w latach 1919–1934.
Do reprezentacji trafił w roku 1920 i od razu miał swój udział w jednym z największych sukcesów w historii belgijskiego futbolu – złotego medalu zdobytego na igrzyskach olimpijskich 1920 rozgrywanych w Antwerpii. W kadrze narodowej De Bie występował również na igrzyskach w latach 1924 i 1928. Karierę reprezentacyjną zakończył w roku 1930 na 37 występach. Był w kadrze „Czerwonych Diabłów” na mistrzostwa świata 1930, lecz, wówczas już 38-letni, nie zagrał ani minuty, przegrywając rywalizację ze znacznie młodszym Arnoldem Badjou.